# Bakhtiari

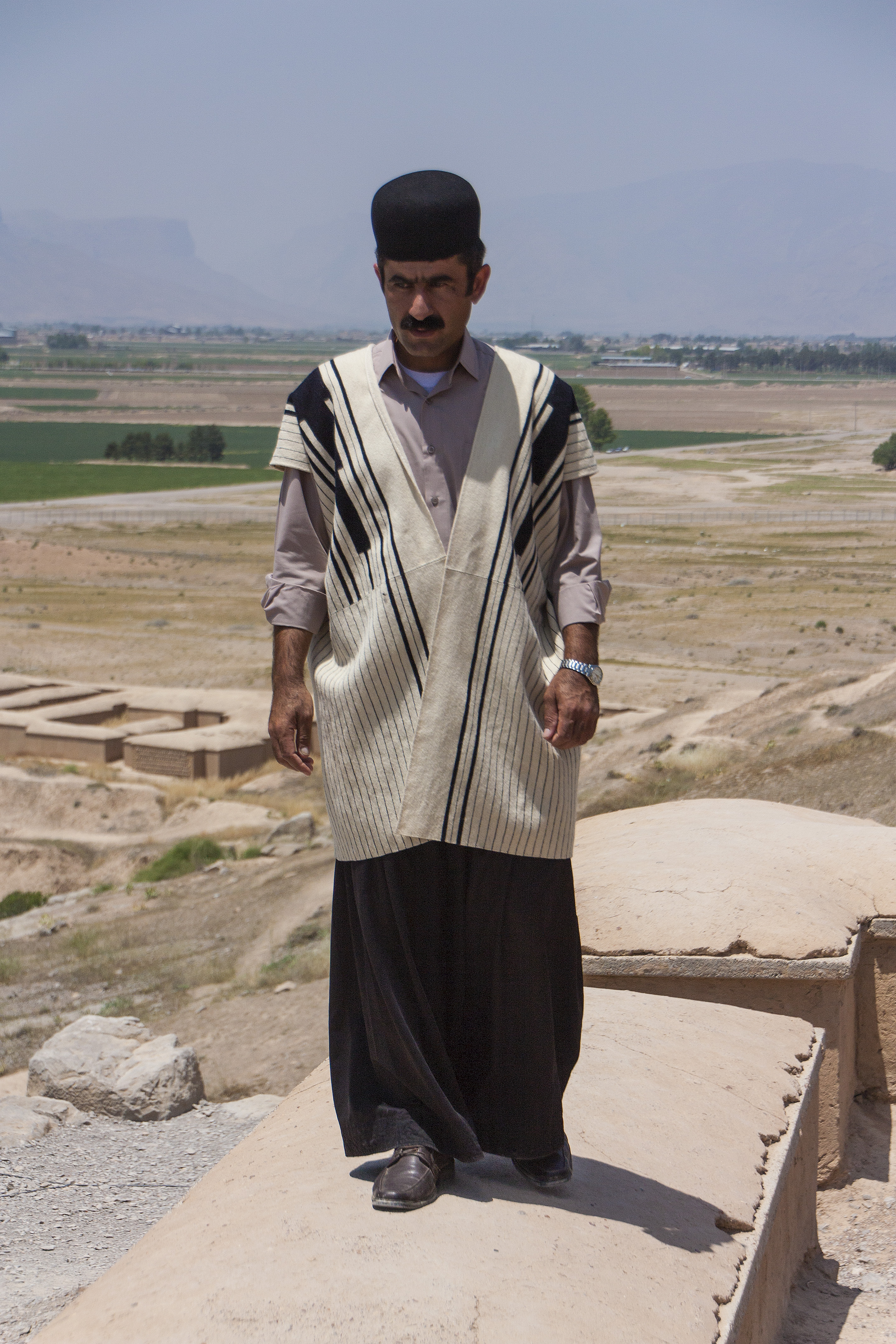
Un uomo Bakhtiari

I bakhtiari (persiano: بختیاری) sono una tribù iraniana sud-occidentale di etnia Lur. Parlano il bakhtiari, un dialetto sud-occidentale della lingua luri.
Una piccola percentuale di bakhtiari è ancora dedita alla pastorizia nomade, e migrano fra il trimestre estivo (sardsīr o yaylāq) e quello invernale (garmsīr o qishlāq). Le stime numeriche della loro popolazione totale variano considerevolmente. I bakhtiari vivono principalmente nella regione di Chahar Mahal e Bakhtiari e in parte delle province di Lorestan, Isfahan e Khūzestān (in quest'ultima, concentrati principalmente nella parte orientale).